# Gaffeltandmosfamilie
De gaffeltandmosfamilie (Dicranaceae) is een familie van haploïde mossen uit de orde Dicranales. 

## Kenmerken
Dit zijn meestal meerjarige mossen die in gazons groeien. De stengels zijn onvertakt of soms gevorkt.
De bladeren zijn meestal verlengd tot een lange, priemvormige punt. Bij veel soorten hellen de halve manen naar één kant van de stengel. De bladcellen zijn langwerpig rechthoekig aan de basis van het blad, afgerond tot vierkant in het bovenste gedeelte.
De sporenkapsels zitten meestal op lange stelen. De 16 peristoom-tanden kunnen ook eenvoudig zijn, maar zijn meestal diep gespleten.
De soorten uit de gaffeltandmosfamilie lijkt qua kenmerken sterk op elkaar, maar bevat meestal kleinere mossen. De systematische classificatie van deze twee families is nog onduidelijk.

## Genera
In Europa komen drie geslachten voor namelijk: Cnestrum, Dicranum en Paraleucobryum.
Wereldwijd bestaat de familie uit 24 geslachten met in totaal ongeveer 410 soorten in twee onderfamilies:
Onderfamilie Dicnemonoideae:
- Dicnemon Schwägr.
- Eucamptodon Mont.
- Mesotus Mitt.

Onderfamilie Dicranoideae:
- Anisothecium Mitt.
- Aongstroemia Bruch & Schimp.
- Aongstroemiopsis M. Fleisch.
- Braunfelsia Paris
- Brotherobryum M. Fleisch.
- Bryotestua Thér. & P. de la Varde
- Camptodontium Dusén
- Campylopodium (Müll. Hal.) Besch.
- Chorisodontium (Mitt.) Broth.
- Cnestrum I. Hagen
- Cryptodicranum E. B. Bartram
- Dicranella (Müll. Hal.) Schimp.
- Dicranoloma (Renauld) Renauld
- Dicranum Hedw.
- Diobelonella Ochyra
- Eucamptodontopsis Broth.
- Holomitriopsis H. Rob.
- Holomitrium Brid.
- Hygrodicranum Cardot
- Leptotrichella (Müll. Hal.) Lindb.
- Leucoloma Brid.
- Macrodictyum (Broth.) E. H. Hegew.
- Mitrobryum H. Rob.
- Muscoherzogia Ochyra
- Orthodicranum (Bruch & Schimp.) Loeske
- Paraleucobryum (Limpr.) Loeske
- Parisia Broth.
- Phantomia S. He & W.R. Buck
- Platyneuron (Cardot) Broth.
- Pocsiella Bizot
- Polymerodon Herzog
- Pseudephemerum (Lindb.) I. Hagen
- Pseudochorisodontium (Broth.) C. H. Gao, Vitt, X. H. Fu & T. Cao
- Schliephackea Müll. Hal.
- Sclerodontium Schwägr.
- Sphaerothecium Hampe
- Steyermarkiella H. Rob.
- Wardia Harv. & Hook.
- Werneriobryum Herzog